# 安東寧·巴拉克
安東寧·巴拉克（捷克語：Antonín Barák，1994年12月3日—）是捷克的一位足球運動員，場上司职中場。現効力義甲球會佛罗伦萨。在此之前他曾效力過布拉格斯拉維亞等球隊。他也代表捷克國家足球隊參賽，並且在捷克對聖馬力諾的比賽中取得進球。

## 榮譽

### 球會
布拉格斯拉維亞
- 捷克足球甲级联赛冠軍：2016–17賽季[2]

## 外部連結
- Antonín Barák （页面存档备份，存于） official international statistics
- Soccerway資料庫：安東寧·巴拉克